# Episodi di Clarice
La prima stagione della serie televisiva Clarice è stata trasmessa in prima visione assoluta negli Stati Uniti d'America da CBS dall'11 febbraio al 24 giugno 2021.
In Italia la stagione è stata trasmessa in prima visione da Rai 2 dal 9 aprile 2021; la programmazione viene sospesa dopo il quarto episodio, per poi riprendere dal successivo 16 ottobre al 1º gennaio 2022.
| n° | Titolo originale                    | Titolo italiano           | Prima TV USA     | Prima TV Italia  |
| -- | ----------------------------------- | ------------------------- | ---------------- | ---------------- |
| 1  | The Silence Is Over                 | Il silenzio è finito      | 11 febbraio 2021 | 9 aprile 2021    |
| 2  | Ghost Of Highway 20                 | Fantasmi                  | 18 febbraio 2021 | 9 aprile 2021    |
| 3  | Are You Alright?                    | L'uomo nero               | 25 febbraio 2021 | 16 aprile 2021   |
| 4  | You Can't Rule Me                   | Gioco di specchi          | 4 marzo 2021     | 23 aprile 2021   |
| 5  | Get Right with God                  | Nel labirinto della mente | 11 marzo 2021    | 16 ottobre 2021  |
| 6  | How Does It Feel to Be So Beautiful | Chiudi gli occhi          | 1º aprile 2021   | 23 ottobre 2021  |
| 7  | Ugly Truth                          | Scomode verità            | 8 aprile 2021    | 30 ottobre 2021  |
| 8  | Add-a-Bead                          | Quello che resta          | 6 maggio 2021    | 13 novembre 2021 |
| 9  | Silence is Purgatory                | Purgatorio                | 13 maggio 2021   | 27 novembre 2021 |
| 10 | Motherless Child                    | Madri e figli             | 3 giugno 2021    | 4 dicembre 2021  |
| 11 | Achilles Heel                       | Il tallone di Achille     | 10 giugno 2021   | 11 dicembre 2021 |
| 12 | Father Time                         | Sotto la superficie       | 17 giugno 2021   | 18 dicembre 2021 |
| 13 | Family Is Freedom                   | Riscrivere il passato     | 24 giugno 2021   | 1º gennaio 2022  |

## Il silenzio è finito
- Titolo originale: The Silence Is Over
- Diretto da: Maja Vrvilo
- Scritto da: Jenny Lumet e Alex Kurtzman

### Trama
Un anno dopo aver salvato Catherine Martin dall'orrore del seminterrato del serial killer Buffalo Bill, l'agente dell'FBI Clarice Starling riceve un incarico urgente dalla madre di Catherine, il procuratore generale Ruth Martin, per aderire al Violent Criminal Apprehension Program (VICAP) nelle indagini su tre omicidi seriali.
- Guest star: Milton Barnes (Justin Ayres), Nicolette Pearse (Jane Tally), Alan Van Sprang (The Man), Caitlin Stryker (Rebecca Clarke-Sherman), Shawn Doyle (terapista), Dalmar Abuzeid (Frank Bird), Malcolm Ross (David Bird), Erica Anderson (Casey Laughty), Troy Blundell (agente John Mohr), Simon Northwood (Buffalo Bill), Adrian Griffin (Crime Tech), Joseph Cochrane (agente Max Jones), Alyssa Goodridge (giornalista #1), Matteo De Cola (giornalista #2), Dave Lapsley (paramedico Kimball Dunn), Vicki Kim (Michelle Chong), John Tokatlidis (Cristo Katopodis), Carlisle J. Williams (Marcus Collins), Lara Biname (receptionist), Matt Folliott (agente Peterson), Chris Farquhar (agente Kieger).
- Ascolti Italia: telespettatori 918 000 – share 3,70%[5]

## Fantasmi
- Titolo originale: Ghost Of Highway 20
- Diretto da: Doug Aarniokoski
- Scritto da: Elizabeth J. B. Klaviter e Kenneth Lin

### Trama
Clarice Starling e il team VICAP vengono schierati in Tennessee, dove l'FBI deve contrastare un gruppo di miliziani chiamato "The Statesmen". Si scopre che il leader della milizia fa prostituire ex tossicodipendenti, che lui ha curato, con l'appoggio dello sceriffo locale. L'intuito di Clarice le fa scoprire il giro di prostituzione. Il leader della milizia viene ucciso dal membro del VICAP abilitato come cecchino salvando la stessa Clarice.
- Guest star: Tim Guinee (Lucas Novak), Patrick McManus (sceriffo Tucker Rowan), Nicolette Pearse (Jane Tally), Brian Hamman (supervisore Hodge), Tom Hulshof (Peter), Patricia McPherson (Maggie), Krista Marchand (Emma), David DiFrancesco (statesmen), Caitlin Robson (madre di Clarice), Cody Black (fratello di Clarice), Miley Gallant (sorella), Cody Gallant (Fratello).
- Ascolti Italia: telespettatori 751 000 – share 3,90%[5]

## L'uomo nero
- Titolo originale: Are You Alright?
- Diretto da: Douglas Aarniokoski
- Scritto da: William Harper

### Trama
Per dimostrare a Krendler e al team VICAP di essere in grado di svolgere il proprio compito, Clarice deve trovare la chiave psicologica per sbloccare la confessione del colpevole dei tre omicidi sul fiume. Infatti il VICAP vuole il mandante dei tre omicidi. Ma quando l'assassino inizia a parlare subentra un malore che lo uccide. Clarice capisce che è stato avvelenato dalla bevanda portata dall'agente Baker. Krendler capisce che la pista del complotto seguita da Clarice risulta esatta.
- Guest star: Shawn Doyle (terapista), Caitlin Stryker (Rebecca Clark-Sherman), Daniel Kash (membro del Congresso Llewellyn Gant), Reon Lucas (membro del Congresso Bly), Brian Bisson (poliziotto di Baltimore), Kris Holden-Ried (Karl Wellig), David MacInnis (avvocato), Joanne Reece (Patricia Walton), Dan Abramovici (agente Baker).
- Ascolti Italia: telespettatori 847 000 – share 3,40%[6]

## Gioco di specchi
- Titolo originale: You Can't Rule Me
- Diretto da: Chloe Domont
- Scritto da: Gabriel Ho e Lydia Teffera

### Trama
A seguito all'omicidio di un sospetto, Clarice e il VICAP vengono indagati dal rivale di Krendler, Anthony Herman. Quando Ardelia viene reclutata per assisterlo, le due amiche si trovano in conflitto. Il VICAP continua a indagare di nascosto scoprendo che la dottoressa Felker ha una sorella, Luanne Felker, infermiera. Il VICAP viene scagionato perché qualcuno ha manipolato i risultati dell'autopsia facendo credere che Haynes sia morto per ictus e non per avvelenamento. Ardelia nonostante l'ottimo lavoro viene scaricata da Herman.
- Guest star: David Hewlett (Anthony Herman), K.C. Collins (Garrett Haynes), Travis Nelson (Eddie), Natalie Brown (Luanne Felker), Neil Whitely (Dale Tyree).
- Ascolti Italia: telespettatori 731 000 – share 2,90%[7]

## Nel labirinto della mente
- Titolo originale: Get Right with God
- Diretto da: Chloe Domont
- Scritto da: Tess Leibowitz

### Trama
Clarice si sveglia in un letto paralizzata dalla vita in giù e adattata per assomigliare a uno dei pazienti. Intorpidita da una massiccia dose di sedativi e antidolorifici, si confronta con Marilyn Felker che minaccia di metterla in coma indotto se si comporta male. Ardelia, preoccupata per la scomparsa di Clarice, si unisce ai compagni di squadra di Clarice per cercare di scoprire cosa le sia successo. Nel frattempo, Felker continua a iniettare a Starling enormi quantità di sedativi e antidolorifici, causandole una serie di vivide allucinazioni, per farle divulgare ciò che l'FBI sa di lei e il luogo in cui si trova Rebecca Clarke Sherman, ma Starling usa trucchi psicologici concentrandosi sull'infanzia di Marilyn per ribaltare la situazione. Quando Starling spinge troppo, Marilyn le inietta un farmaco che paralizza i suoi polmoni, la intuba e le mette un ventilatore. Quando la squadra di Starling si presenta alla clinica per cercarla, Marilyn rafforza il travestimento da paziente di Starling. La squadra non riesce a individuarla prima che Marilyn insista per cacciarli. Clarice e Marilyn continuano a discutere durante i momenti di lucidità di Starling. Tornati all'FBI, la squadra stabilisce finalmente una connessione che consente loro di perquisire a fondo la clinica e assemblare una squadra d'assalto. Starling riesce, nonostante sia imbottita di droghe, a scappare costringendo Marilyn a salvare sua sorella da un attacco di cuore indotto dalla droga che Clarice le ha iniettato. L'FBI arriva e salva Starling e la sorella, ma non riesce a impedire a Marilyn di suicidarsi a causa di una fatale overdose di droga. Starling si riunisce con Ardelia, ma è profondamente traumatizzata dal calvario subito.
- Guest star: Edie Inksetter (Mandy Krendler), Natalie Brown (Marilyn Felker), Derek Moran (padre di Clarice), Raoul Bhaneja (Joe Hudlin), Maya McNair (giovane Clarice), Simon Northwood (Jame Gumb / Buffalo Bill), Natalie Dale (Abigail).

- Ascolti Italia: telespettatori 361.000 – share 2,00%[8]

## Chiudi gli occhi
- Titolo originale: How Does It Feel to Be So Beautiful
- Diretto da: Wendy Stanzler
- Scritto da: Kenneth Lin e Celena Cipriaso

### Trama
Clarice subisce l'ipnosi nel tentativo di ricordare l'uomo che ha visto con Marilyn Felker durante il suo tentativo di fuga dalla prigionia, ma i suoi ricordi sono mescolati con quelli del suo confronto con Buffalo Bill. Krendler la mette in congedo forzato per riprendersi dal calvario, ma Clarice è determinata a identificare il suo aggressore e va dal procuratore generale Martin per chiederle di essere reintegrata e, per ottenerla, viene costretta a cenare nella residenza dei Martin. Ardelia invia campioni di DNA dell'unghia di Clarice per l'analisi, ma i risultati sono inconcludenti. Non soddisfatta del risultato, recupera il campione e scopre che il risultato è stato falsificato. Krendler incontra un avvocato che si offre di rappresentarlo nella sua causa di divorzio: diventa determinato a chiedere l'affidamento esclusivo della prole dopo che suo figlio lo chiama perché trova sua madre svenuta per aver bevuto. Durante la cena, Clarice è allarmata quando Catherine le dice che ha rintracciato la madre di Buffalo Bill. Catherine le racconta anche che dopo aver sparato a Bill, lei ha pianto per giorni prima di chiedere aiuto, avvenimento che non ricorda. Clarice va di nuovo sotto ipnosi e scopre che Catherine aveva ragione. Liberata la sua memoria dal trauma di Buffalo Bill, ricorda il volto dell'uomo che era con Felker ovvero il nuovo avvocato divorzista di Krendler.
- Guest star: Grace Lynn Kung (dottore Renée Li), Elizabeth Saunders (Bea Love), Simon Northwood (Buffalo Bill), Anton Gillis-Adelman (Jason Krendler), Nicole Joy-Fraser (Benita Sage), Sonia Dhillon Tully (Andrea Bauer), Nicolette Pearse (Jane Tally), Alexis Lyon (Alison Krendler), Raoul Bhaneja (Joe Hudlin), Edie Inksetter (Mandy Krendler), Larry Vang (fruttivendolo).

- Ascolti Italia: telespettatori 375.000 – share 2,00%[9]

## Scomode verità
- Titolo originale: Ugly Truth
- Diretto da: Wendy Stanzler
- Scritto da: William Harper

### Trama
Clarice e Ardelia si uniscono per indagare su un caso irrisolto profondamente contorto dopo aver trovato il corpo di Cody Phelps, un adolescente il cui cadavere è sepolto dietro un muro. Ardelia trova un collegamento con un altro ragazzo scomparso Bobby Larkin. Dall'indagine si comprende che ad ucciderli è stato Gerry Kern, compagno di Marybeth Kern. Quest'ultimo confessa di essere in realtà il figlio di Marybeth, costretto dalla madre a sostituire il padre che li aveva abbandonati. Aveva rivelato il segreto ai due bambini che poi uccide preoccupato dal fatto che possa succedergli la stessa cosa. Inoltre, Clarice lotta con la consapevolezza che Krendler conosce l'uomo che l'ha attaccata mentre era tenuta prigioniera. Krendler viene ricattato dall'uomo visto che è anche il suo avvocato per il divorzio. Gli chiede di togliere la sua squadra dall'indagine delle donne morte in cambio della custodia dei figli e della sua carriera.
- Guest star: K.C. Collins (agente Garrett Haynes), Vicki Papavs (Marybeth Kern), Dylan Roberts (Gerry Kern), Bola Aiyeola (Mulu Rose), Maria Syrgiannis (Linda Phelps), Tyson Kirk (Cody Phelps), Carson Durven (Terrance Larkin), Chandra Galasso (Fran Larkin), Raoul Bhaneja (Joe Hudlin).

- Ascolti Italia: telespettatori 588.000 – share 3,10%[10]

## Quello che resta
- Titolo originale: Add-a-Bead
- Diretto da: Deborah Kampmeier
- Scritto da: Jenny Lumet e Alex Kurtzman

### Trama
Clarice e Esquivel trovano il caso di Carolina Savic, immigrata dal suo paese d'origine, la Jugoslavia dove è scoppiata la guerra, e studentessa di medicina negli Stati Uniti, che è collegato ad Hudlin. Clarice prova un legame emotivo con la vittima quando il VICAP indaga su quello che, inizialmente, sembra essere un suicidio. Inoltre, Krendler raccoglie segretamente un campione di DNA dall'uomo che sospetta abbia attaccato Clarice a Woodhaven. L'esito dà ragione proprio a Clarice cosi Krendler decide di riaprire il caso. La dottoressa Renee Li aiuta Clarice con la terapia per superare i suoi traumi. Nelle sedute si scopre che Clarice è stata l'unica tra i suoi fratelli e sorelle ad essere andata in orfanotrofio perché sua madre non aveva abbastanza soldi. Ardelia Mapp non ottiene il lavoro che desiderava, nonostante i successi ottenuti, quindi decide di unirsi alla Coalizione dei neri, un'associazione di agenti neri che lotta contro le discriminazioni. Le indagini accertano che la Savic era incinta e si pensa che Hudlin, l'avvocato e ricattatore di Krendler, sia il padre.
- Guest star: Maya McNair (Clarice da giovane), Joanne Reece (Patricia Walton), David Hewlett (Anthony Herman), Travis Nelson (Eddie), K.C. Collins (agente Garrett Haynes), Raoul Bhaneja (Joe Hudlin), Grace Lynn Kung (dottoressa Renee Li), Nicole Joy-Fraser (Benita Sage), Anton Gilles-Adelman (Jason Krendler), Douglas Smith (Tyson Conway), Genelle Williams (Jesse Powell).

- Ascolti Italia: telespettatori 456.000 – share 2,40%[11]

## Purgatorio
- Titolo originale: Silence is Purgatory
- Diretto da: Deborah Kampmeier
- Scritto da: Jenny Lumet e Alex Kurtzman

### Trama
Il ViCAP collega gli omicidi alla società Alastor Pharmaceuticals che produce il farmaco Reprisol che ha causato le malformazioni genetiche del figlio della Savic. La squadra cerca informatori che possano aiutarli. Murray Clarke ottiene dalla sua informatrice Naomi Myers, che lavora come rappresentante farmaceutica, il nome di Julia Lawson, la contabile dell'azienda che produce il farmaco. Clarice ed Esquivel tentano di ottenere informazioni ma si rifiuta di lavorare con l'FBI e con Clarice in particolare. Dopo aver appreso delle tre vittime, decide di portare a Clarice un dossier contabile con varie incongruenze e vuole parlarle anche di Buffalo Bill. Il serial killer viene denigrato dalla stampa che sostiene sia transessuale e Julia, che è una vera transessuale, si sente offesa perché Clarice non ha rettificato le idiozie scritte dalla stampa che hanno contribuito ad identificare i transessuali come mostri. Murray si incontra con Naomi che trova deceduta. Sembra si sia suicidata con il Reprisol ma, per il VICAP, è un depistaggio. Stavolta Hudlin vuole far capire a Krendler che sa della loro indagine. Clarice e Murray hanno un duro scontro visto che lui vuole usare la carta della transessualità di Julia come leva per ottenere informazioni mentre Clarice non vuole crearle ulteriori danni a causa del senso di colpa di Murray per la morte di Naomi. Esquivel incita Clarice a far leva su Tyson Conway, figlio del proprietario dell'azienda che produce il farmaco. Inoltre, Catherine esce per la prima volta di casa da quando è stata salvata da Buffalo Bill. Va a un appuntamento con Ned Easton, vecchia fiamma con cui si stava sposando. Lui ha bisogno di essere perdonato per quello che le è successo. Catherine invece ne mette in luce tutti i difetti e le debolezze e gli chiede di andare via. Hudlin fa pressione su Julia minacciandola per via della sua transessualità. Ardelia, insieme all'agente Garrett, si mette in contatto con Castillo, avvocato che si occuperà dei casi raccolti della coalizione dei neri contro l'FBI. Castillo decide di usare proprio l'esclusione di Ardelia dalla direzione della task force sul Dna poiché può coinvolgere Clarice che è il volto e l'immagine dell'FBI. Ardelia racconta tutto a Clarice che accetta nonostante questo possa distruggerla. Catherine chiama Clarice e le racconta cosa è successo e sente qualcosa di strano. Catherine potrebbe mettere in atto il piano di uccidere la madre di Bill.
- Guest star: Jen Richards (Julia Lawson), Jayne Atkinson (Ruth Martin), Joanne Reece (Patricia Walton), K.C. Collins (agente Garrett Haynes), Raoul Bhaneja (Joe Hudlin), Edie Inksetter (Mandy Krendler), Elizabeth Saunders (Bea), Douglas Smith (Tyson Conway), Taras Lavren (Ned Easton), Natasha Krishnan (assistente di Ty), Nayo Sasaki-Picou (Naomi Myers), Juan-Carlos Velis (George Castillo).
- Ascolti Italia: telespettatori 429.000 – share 2,20%[12]

## Madri e figli
- Titolo originale: Motherless Child
- Diretto da: Christopher J. Byrne
- Scritto da: Jenny Lumet e Alex Kurtzman

### Trama
Catherine Martin scappa a Carneys Point, New Jersey, per affrontare la madre di Buffalo Bill, Lila Gumb. Quando Ruth recluta Krendler e il ViCAP per rintracciarla, Clarice si offre per trovare Catherine prima che commetta un terribile gesto e diventi lei stessa un mostro. Lila pensa che Catherine sia una giornalista e le due hanno un diverbio che porta Catherine a colpire Lila e a prenderla in ostaggio. Clarice raggiunge l'abilitazione di Lila e nessuno le risponde nonostante siano lì. Finge di andar via con l'auto ma è solo un depistaggio per far abbassare la guardia a Catherine. Così, Clarice fa irruzione in casa e intima di abbassare la pistola. Lila e Clarice iniziano a raccontare la storia di Buffalo Bill. Lila dimentica suo figlio sull'autobus e viene denunciata per abbandono di minore e sconta tre mesi di carcere. Bill viene cosi affidato ai nonni che verranno uccisi da lui all'età di dodici anni. Lila si incolpa di non aver dato amore a Bill che così è diventato un mostro. Clarice fa capire sia a Catherine che deve liberarsi dell'ombra di Bill che è radicata nella sua mente tanto da farle rischiare la vita, sia a Lila che un bambino dato in affido non diventa un serial killer visto che Clarice stessa ha avuto undici famiglie affidatarie. Clarice contatta Kendler e Ruth Martin rassicurandoli che entrambe stanno bene ma che consegnerà Catherine alla locale stazione di polizia accusandola di aggressione e violazione di domicilio affinché comprenda l'errore fatto. Inoltre, Julia continua ad aiutare le indagini del team VICAP nonostante l'enorme rischio personale. Grazie al suo aiuto trovano dei collegamenti finanziari tra Hudlin e alcune aziende fantasma. Esquivel e Clarke tentano di convincere Julia ad aiutarli ancora. Clarice racconta dell'ultima notte trascorsa con suo padre alla sua terapista. Qui inizia ad aver un ricordo finora soppresso e riguarda tre uomini che ha visto ma non ben definiti.
- Guest star: Jayne Atkinson (Ruth Martin), Jen Richards (Julia Lawson), Simon Northwood (Buffalo Bill), Caitlin Robson (madre di Clarice), Maya McNair (Clarice da giovane), K.C. Collins (agente Garrett Haynes), Derek Moran (padre di Clarice), Edie Inksetter (Mandy Krendler), Grace Lynn Kung (Dr. Renee Li), Emily Coutts (Erin), Maria Ricossa (Lila Gumb), Cait Alexander (Caller), Simon Wong (Jill) , Paulyne Wei (Rita), Kinley Mochrie (Ryan), Heath Salazar (Laraine), Sheila Boyd (Lila da giovane).
- Ascolti Italia: telespettatori 428.000 – share 2,20%[13]

## Il tallone di Achille
- Titolo originale: Achilles Heel
- Diretto da: Christopher J. Byrne
- Scritto da: Jenny Lumet e Alex Kurtzman

### Trama
Il VICAP riesce a tracciare il profilo della mente che ha ideato il piano dei depistaggi e di conseguenza l'esistenza di un serial killer. Tutto inventato per distogliere l'attenzione sul Reprisol e sulla vendita della Alastor.
Clarice torna ad indagare sugli omicidi del fiume e sulla Alastor Pharmaceuticals. Quando Julia informa il VICAP dell'imminente vendita della società, il ViCAP si precipita all'Alastor per impedire l'eliminazione di qualsiasi prova incriminante. Ardelia deve fronteggiare il suo capo Anthony Herman visto la denuncia fatta sulle discriminazioni razziali. Clarice si confronta nuovamente con Tyson Conway su Hudlin facendogli capire che andranno a prenderlo. Catherine telefona a sua madre Ruth ringraziandola per aver mandato Clarice. Julia, appreso che stanno svuotando il quinto piano e quindi anche gli archivi dove sono nascosti i fascicoli sulle morti, inizia ad inviare le prove del crimine tramite fax poiché è impossibilitata a prenderle. Purtroppo viene scoperta dalla vigilanza del palazzo. Inoltre, Clarice interroga il CEO dell'Alastor, Nils Hagen, che, dopo aver iniziato la chiacchierata con Clarice cambia rapidamente argomento, spostandosi sulla relazione di quest'ultima con suo figlio, Tyson. Quando Hagen si allontana chiamato da Hudlin , Clarice scorge la figura del finto poliziotto, in realtà una guardia di sicurezza di Hagen, che era stato mandato per uccidere l'assassino delle donne del fiume. Proprio quest'ultimo prende in consegna Julia che tenta di scappare ma non ci riesce. Per fortuna l'intervento di Clarice, Esquivel e Tripathi evita il peggio. Clarice rivela a Krendler che la mente non è Hudlin bensì Hagen, una mente così contorta che reputa peggiore dei serial killer a cui ha dato la caccia. Hagen telefona a Ruth Martin e la minaccia di togliere il VICAP dal caso oppure rivelerà tramite Lila Gamb quello che ha fatto sua figlia Catherine.
- Guest star: Jayne Atkinson (Ruth Martin), Jen Richards (Julia Lawson), Nicolette Pearse (Jane Tally), Maya McNair (Clarice da giovane), Brian Bisson (Mike Diaz), David Hewlett (Anthony Herman), K.C. Collins (agente Garrett Haynes), Derek Moran (padre di Clarice), Raoul Bhaneja (Joe Hudlin), Douglas Smith (Tyson Conway), Nayo Sasaki-Picou (Naomi Myers), Peter McRobbie (Nils Hagen), Jonathan Phillip Martin (guardia di sicurezza), Teddy Wilson (lavoratore), Will Conlon (Arlen Crouse).
- Ascolti Italia: telespettatori 464.000 – share 2,40%[14]

## Sotto la superficie
- Titolo originale: Father Time
- Diretto da: DeMane Davis
- Scritto da: Jenny Lumet e Alex Kurtzman

### Trama
Il ViCAP, supportato da altri agenti FBI, ottiene finalmente i mandati di perquisizione e di arresto rispettivamente per perquisire la sede della società dell'Alastor Pharmaceuticals e per catturare il CEO Nils Hagen. Clarice nella sua seduta dalla terapista mostra rabbia per i traumi legati alla vicenda del padre. Tra le prove confiscate vi è anche il quadro di Kronos di Eva Gallows. Clarice e Trippati parlano con Eva che racconta che la tela gli fu commissionata e che perfino il pigmento fu scelto da Hagen. Aggiunge anche la frase chiave: il quadro è una tela bianca. Cosi Trippati comprende che il pigmento è sangue. Ottengono anche il mandato per la Global Health Horizons, la fondazione di Tyson Conway, figlio di Hagen. Krendler riceve la telefonata di Hudlin in cui gli chiede di dire alle figlie che il papà non era invischiato nelle vicende di quelle donne ne nelle storie di sesso compreso Carolina Savic. Aggiunge che Hagen non fa mai complimenti e a questo punto la telefonata si interrompe bruscamente. Infatti gli uomini di Hagen uccidono Hudlin iniettandogli un farmaco (forse il reprisol) e poi mettono nella sua mano una pistola, la portano alla bocca e sparano un colpo inscenando cosi il suo suicidio. Il VICAP e la sezione crimini dell'FBI diretta da Anthony Herman sono entrambe sulla scena del crimine. Krendler riesce ottenere il caso chiamando la procuratrice Ruth Martin ma questo scatena una disputa e uno degli uomini di Herman insulta Esquivel e Clarice lo prende a pugni in un momento di rabbia. La Gallows, davanti al quadro di Kronos, racconta al VICAP che gli fece il quadro usando il sangue di Hagen proprio per sbarazzarsi di lui. Infatti Hagen, nel tempo, da mecenate si era trasformato in un mostro che la controllava e che desiderava un figlio da lei. Eva sa fin dai quindici anni che non può avere figli. Notano cinque stelle che Eva non ha inserito nel quadro e ne prelevano dei campioni. Clarice ha un'altra seduta con la terapista in cui lei non vuole affrontare il ricordo del padre. Clarice consegna il distintivo e la pistola perché teme la porterebbe al suicidio. Infatti, mentre corre, Clarice ricorda che suo padre la costringere a consegnare una busta con soldi e l'uomo le punta una pistola alla tempia minacciando suo padre. Il resto della squadra del ViCAP scopre tutta la verità sugli omicidi del fiume. Le stelle sono di origine fetale cioè sono i cinque figli con malformazioni congenite delle donne morte a cui venne somministrato il reprisol. Il padre è Hagen e le donne erano aiutate dalla Global. Sospettano che Tyson le reclutasse per il padre. Clarice si mette inconsapevolmente in pericolo quando Tyson si reca da lei per aiutarla.
- Guest star: Jayne Atkinson (Ruth Martin), Caitlin Stryker (Rebecca Clarke-Sherman), Maya McNair (Clarice da giovane), Brian Bisson (Mike Diaz), David Hewlett (Anthony Herman), Travis Nelson (Eddie), Derek Morgan (padre di Clarice), Raoul Bhaneja (Joe Hudland), Grace Lynn Kung (Dr. Renee Li), Douglas Smith (Ty Conway), Peter McRobbie (Nils Hagen), Will Conlon (Arlen Crouse), Kevin Kase (agente rozzo), Kendrick Fenelus (Orderly), Evan Sabba (assassino #1), Rebecca Lidoiard (Eva Gallows), J.D. Nicholsen (Lead Suit).

- Ascolti Italia: telespettatori 396.000 – share 2,20%[15]

## Riscrivere il passato
- Titolo originale: Family Is Freedom
- Diretto da: DeMane Davis
- Scritto da: Jenny Lumet e Alex Kurtzman

### Trama
Ty e Clarice iniziano a parlare e nel frattempo il ViCAP comprende che è in pericolo e le invia un alert tramite il cercapersone. Clarice viene rapita con l'ausilio di due guardie degli Hagen e viene imprigionata in una struttura di sperimentazione animale. Qui Clarice fa la conoscenza di Raisa, una studentessa di medicina, che le racconta ciò che la squadra del VICAP ha già scoperto ovvero che le studentesse, patrocinate dalla Global di Ty, vengono usate da Hagen per avere un altro figlio nonostante sia affetto da mosaiciscmo germinale, una patologia genetica che trasmette ai feti malformazioni per cui muoiono o vengono abortiti. Racconta anche dell'esistenza di una macchina dove finiscono le ragazze che non servono più. Il VICAP e Ardelia si alleano per localizzare Clarice. Esquivel tenta di ottenere informazioni sulle due guardie che si rivelano ex soldati ora diventati mercenari al soldo di una compagnia privata. Costretto a forzare la mano, minacciando fisicamente il reclutatore della compagnia, ottiene l'indirizzo della struttura che si trova presso Ivy City. Clarice, Ty e Hagen intrattengono una discussione dove si scopre che Hagen aveva un fratello storpio di nome August. Il loro padre era un chimico norvegese al soldo dei tedeschi e lavorava alla produzione di gas nervino. I Tedeschi decidono di provare il gas sui bambini dei dipendenti obbligandoli a presentarsi il giorno seguente con uno dei loro figli. Il padre di Hagen non se la sente di scegliere e lo incarica di decidere tra lui e il fratello. Hagen reputa di essere sé stesso da quel giorno. Nel frattempo il VICAP, con il via libera della procuratrice Martin, effettua il blitz. Krendler viene colpito gravemente. Clarice fugge e si nasconde nella stanza dove Hagen custodisce i bambini abortiti che chiama suoi figli. Hagen e Ty la raggiungono con l'intento di ucciderla. Clarice riesce a convincere Ty di essere stato usato e plasmato dal padre e lo uccide. Consapevole di essere l'unico a cui verrà imputata tutta la tragedia, si suicida. Clarice è salva così come le altre ragazze. Esquivel si auto denuncia. Krendler si ristabilisce e Clarice, prima di tornare al VICAP, va dalla madre che non vede da quando aveva dieci anni visto che ha compreso che l'allontanamento era dovuto alla sua sicurezza.
- Guest star: Jayne Atkinson (Ruth Martin), Nicolette Pearse (Jane Tally), Caitlin Stryker (Rebecca Clarke-Sherman), Caitlin Robson (madre di Clarice), Maya McNair (Clarice da giovane), Brian Bisson (Mike Diaz), Daniel Kash (membro del Congresso Llewellyn Gant), David Hewlett (Anthony Herman), Derek Morgan (padre di Clarice), Edie Inksetter (Mandy Krendler), Douglas Smith (Ty Conway), Peter McRobbie (Nils Hagen), Simon Wong (Caller), Will Conlon (Arlen Crouse), Allan Cooke (Reggie), Veronica Slowikowska (Raisa), Zaarin Bushra (Mari), Nicole Nwokolo (Nya), Crystal Rose (infermiera Tracey), Curtis Caravaggio (capo SWAT Lyle Gardner), J.D. Nicholsen (Lead Suit), Matthew Binkley (SWAT Team Leader).
- Ascolti Italia: telespettatori 483.000 – share 2,50%[16]